# Duryea Motor Wagon Company

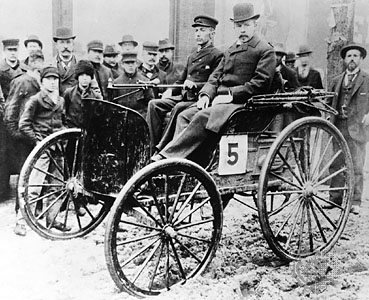
Duryea von 1895

Duryea Motor Wagon Company war ein US-amerikanischer Hersteller von Automobilen.

## Unternehmensgeschichte
Die Brüder Charles E. und James Frank Duryea begannen in den 1890er Jahren mit der Entwicklung von Autos. Am 21. September 1893 war das erste Fahrzeug fahrbereit. Im September 1895 gründeten sie das Unternehmen in Springfield in Massachusetts. Im Frühjahr 1896 begann die Produktion von Automobilen. Der Markenname lautete Duryea. 1898 wurde das Unternehmen aufgelöst. Die Brüder trennten sich.

## Fahrzeuge
Das Unternehmen stellte Fahrzeuge der Marke Duryea her. Dieser Markenname wurde später noch von anderen Unternehmen der beiden Brüder verwendet.